# Женщины в Южном Судане

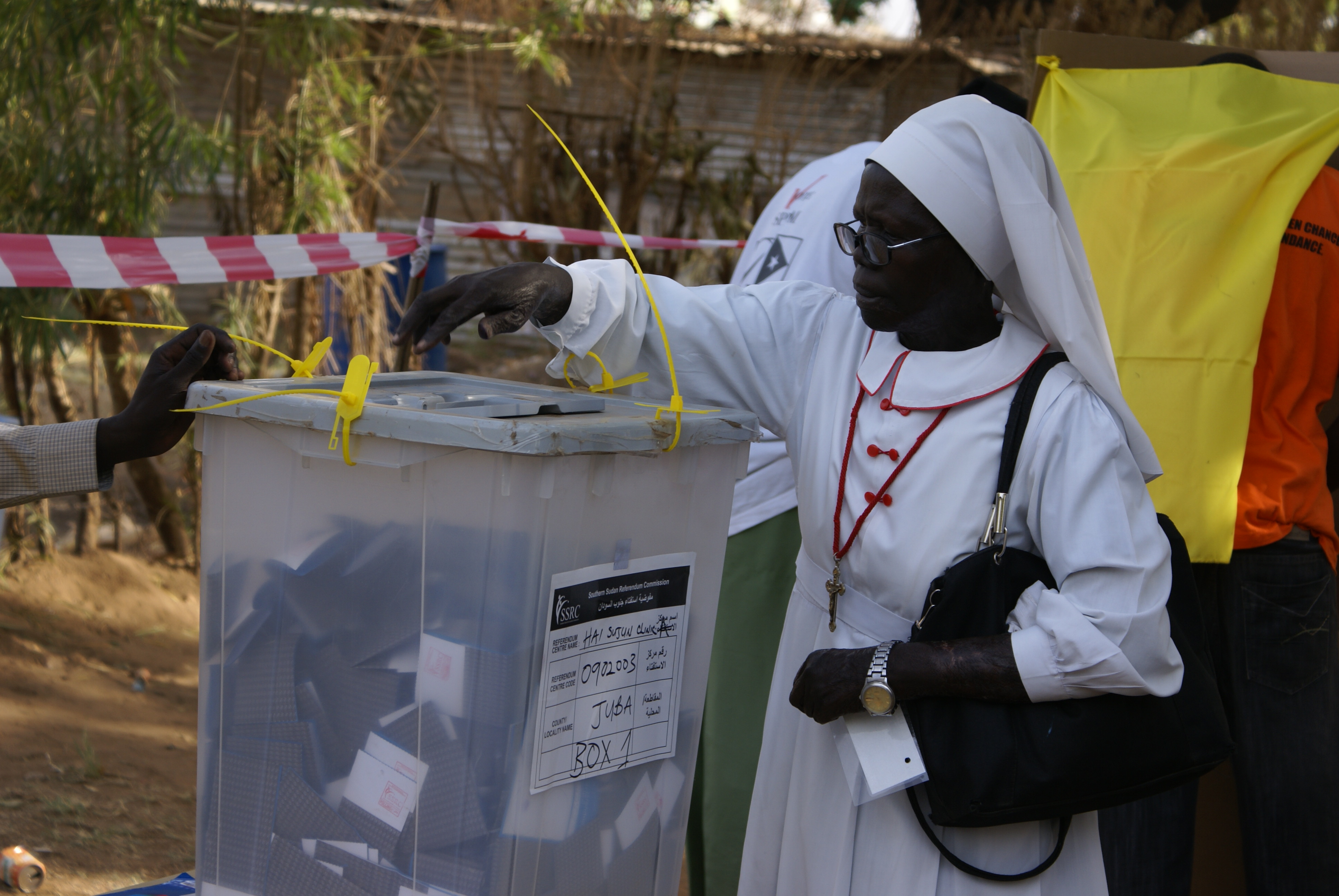
Монахиня из Южного Судана голосует на выборах 9 января 2011 года.

Же́нщины в Ю́жном Суда́не — это женщины, которые живут в Южном Судане или являются выходцами из него. После провозглашения независимости Южного Судана 9 июля 2011 года суданские женщины получили больше гражданских прав, но по-прежнему сталкиваются с проблемами неравенства. Многие женщины страны не имеют надлежащего доступа к ресурсам здравоохранения и образования. Хотя они часто сталкиваются с неравенством, со времени официального провозглашения независимости Южного Судана в этом вопросе есть прогресс: в последние годы неравенство женщин привлекло внимание всей страны, и люди стали больше интересоваться, например, существованием проблемы детских браков. Наряду с этим стало уделяться внимание крайне высокому уровню материнской смертности. С уровнем материнской смертности — 789 смертей на 100 000 живорождений — Южный Судан имеет один из самых высоких показателей в мире.

## Демография
В настоящее время общая численность населения Южного Судана составляет 12 919 053 человека. В последние годы количество мужчин превысило количество женщин. В 2018 году численность женщин составляла 6 444 329 человек, а численность мужчин — 6 474 720 человек. Женщины в Южном Судане составляют около 42 процентов от общей численности населения страны.
| Год     | женский   | Мужской   |
| ------- | --------- | --------- |
| 2000 г. | 3 337 668 | 3 362 998 |
| 2005 г. | 4 045 798 | 4 063 072 |
| 2010    | 5 032 251 | 5 034 945 |
| 2015    | 5 950 069 | 5 932 058 |
| 2020    | 6 824 253 | 6 785 749 |

## Здоровье и образование
В Южном Судане многим женщинам не хватает возможностей для получения образования и доступа к здравоохранению. По данным Всемирного банка, 51 % населения Южного Судана живёт за чертой бедности. Многие девочки в Южном Судане не имеют возможности ходить в школу и остаются неграмотными. Были предприняты шаги, чтобы позволить большему количеству детей ходить в школу, например, Министерство образования, науки и технологий Южного Судана создало систему образования для девочек. Хотя меры, предпринятые Министерством образования, науки и технологий, привели к увеличению посещаемости школ, всё ещё есть дети, особенно девочки, которые не могут посещать школу, так как они вынуждены помогать своим семьям по хозяйству. Согласно обследованию состояния здоровья домохозяйств 2006 года, 46 % женщин без образования выходят замуж в возрасте до 18 лет.
Неграмотность и ограниченный уровень образования также связаны с неспособностью женщин в Южном Судане защитить себя от инфекций, передающихся половым путём. Только 3 % женщин без формального образования и 2 % женщин из самых бедных районов используют противозачаточные средства по сравнению с 22 % женщин из самых богатых районов. Необразованность женщин в этой области напрямую связана с их здоровьем. Менее половины женщин в Южном Судане слышали о ВИЧ/СПИДе, и более 50 % женщин не знают о способах профилактики этого заболевания. Кроме того, многие девочки выходят замуж раньше, чем заканчивают школьное образование.
Согласно отчёту Обследованию домохозяйств Судана 2006 года, уровень образования матери влияет на вес ребёнка. 35 % детей от матерей без формального образования имели недостаточный вес, тогда как только 19 % детей от матерей со средним образованием имели недостаточный вес. Опрос также показал, что в среднем 14 % детей в Южном Судане имеют очень низкий вес. Средний процент детей из Южного Судана с тяжёлой формой задержки роста составляет 18 %.

## Брак и роды
Принудительные браки и детские браки очень распространены среди женщин в Южном Судане и затрагивают интересы большинства женщин страны. Семьи часто используют детские браки как способ повышения семейного дохода. Поскольку семья получает выкуп за невесту, родители заинтересованы в том, чтобы их дочери были выданы замуж в раннем возрасте за того, кто предложит больше. Выкуп за невесту также является причиной малого процента разводов в стране: в случае развода семья жены должна вернуть семье мужа выкуп за невесту, который первоначально был уплачен за брак. Ещё одна причина выдачи дочерей замуж молодыми — боязнь внебрачной беременности. Такая ситуация позорит семью, и в результате дочерей пытаются выдать замуж до того, как у них появится даже шанс забеременеть. Хотя существуют законы, запрещающие детские браки, правительство не в состоянии изменить ситуацию.
В культуре Южного Судана считается, что мужчины должны контролировать семью и политическую власть, а женщины — выполнять их приказы. Роль женщины, по мнению большинства граждан, заключается в том, чтобы женщина рожала в семье детей. При наступлении беременности в раннем возрасте возникает большее количество осложнений при родах, по сравнению с браками, в которых женщины старшего возраста. Многим женщинам в Южном Судане не хватает средств и медицинской помощи, в которых они нуждаются во время беременности, поэтому, если возникнут осложнения, не всегда есть возможность спасти женщину. В результате, в Южном Судане один из самых высоких уровней материнской смертности после и во время беременности: 789 смертей на 100 000 живорождений. Из-за отсутствия противозачаточных средств и социальной направленности общества, призывающего иметь как можно больше детей, число не сильно изменяется. Серьёзным осложнением, с которым сталкиваются женщины в Южном Судане, является акушерский свищ, образующийся при патологических затяжных родах. Ежегодно в Южном Судане это заболевание сопровождает около 5000 женщин и чаще всего встречается в районах, где нет медицинских ресурсов, что часто приводит к потере ребёнка. Женщину, потерявшую ребёнка, муж может вернуть родителям, она подвергается осуждению другими людьми.

## Участие в правительстве
После официального провозглашения независимости Южного Судана 9 июля 2011 года 5 из 29 министерских постов в правительстве Южного Судана были заняты женщинами. 10 из 28 должностей заместителей министров занимали женщины. Женщины в Республике Южный Судан принимали активное участие в освободительной деятельности во время борьбы за независимость страны. Примером может служить формирование «женского батальона» Катиба Банат.

## Гендерное равенство
Хотя права женщин и гендерное равенство гарантированы законом, Южный Судан представляет собой крайне неравное общество.

### Образование
Неравенство между полами выражается в разнице уровней образования. Уровень грамотности среди женщин составляет 16 %, а среди мужчин — 40 %. Большинство женщин не получают образования вовсе. При исследовании, в котором принимали участие 490 человек, было зафиксировано, что 64 % женщин и 38 % мужчин никогда не посещали школу. Основной причиной того, что девочки не ходят в школу, являются ранние браки, типичная причина для мальчиков — высокая стоимость обучения в школе. В 2013 году около 45 % девушек выходили замуж до 18 лет, что связано с традицией выкупа (который часто выплачивается коровами). Посещать школу девочкам мешает менструальный цикл и отсутствие доступа к гигиеническим прокладкам (41 % девочек в этом исследовании утверждает, что семья не может их купить). Кроме того, большие расстояния до школы могут приводить к похищениям, сексуальным домогательствам и другим формам гендерного насилия. Ещё одним препятствием для образования девочек является непропорционально малое количество женщин-учителей. Менее 10 % учителей здесь составляют женщины, что может снизить восприятие безопасности в обществе, где насилие по признаку пола очень велико, в основном сосредоточено в отношении женщин и поддерживается мужчинами.

### Гендерное насилие
Насилие включает изнасилование, сексуальное насилие, насилие в семье, убийства, пытки, военные преступления против детей, принудительные браки и другие формы насилия. Гендерное насилие затронуло, как сообщается, 41 % населения в 2010 году. 70 % людей сообщают, что знают кого-то, кто стал жертвой насилия. С 2013 года около 20 % девочек и женщин подверглись изнасилованию или сексуальным домогательствам, и более половины обвиняемых в совершении преступлений — полицейские или солдаты. Однако многочисленные исследования показывают, что о случаях сексуального насилия в основном не сообщается. Кроме того, доказано, что гражданские беспорядки усиливают гендерное насилие среди всех слоёв населения. С 2016 по 2017 год количество зарегистрированных случаев сексуального насилия увеличилось на 60 %.

### Гендерные роли
Гендерное неравенство и строгие гендерные роли поддерживаются жёсткой патриархальной социальной системой. Как правило, эта система маргинализирует женщин, лишая их роли власти и продуктивной оплачиваемой работы. Ожидается, что женщины обязаны взять на себя роль хранительниц домашнего хозяйства. Они несут роль обеспечения продовольствием и дезинфицированной водой для домашнего хозяйства. Ожидается, что женщины будут заботиться о детях, стариках и больных. Следовательно, вторая основная причина, по которой девочки не ходят в школу, связана с возросшим объёмом работы по уходу. Из-за увеличения числа перемещённых лиц, затронутых конфликтом в стране, женщины берут на себя дополнительные обязанности по уходу, поскольку число членов их домохозяйств увеличилось. Соответственно, конфликт увеличил их репродуктивную ответственность, что ещё больше ограничило их доступ к образованию, участию в политической жизни и другим видам деятельности. Кроме того, женщины более подвержены риску отсутствия продовольственной безопасности и недоедания в связи с тем, что в соответствии с культурными и социальными нормами они должны отказываться от еды, чтобы лучше обеспечить остальных членов семьи.

### Участие в политической жизни против традиционного права
В Южном Судане по сравнению с другими африканскими странами участие женщин в политической жизни относительно высоко. В настоящее время 29 % мест в парламенте занимают женщины. Однако число женщин на должностях губернаторов и министерств непропорционально мало. Мужчины по-прежнему занимают подавляющее большинство более влиятельных государственных должностей. Следовательно, женщины практически не имеют права принимать решения как в частном, так и в государственном секторе. Считается, что мужчины и мальчики принимают больше всего решений в домашнем хозяйстве и в своих сообществах. Женщины могут принять решение при отсутствии мужчины.
Многие законы и обычная правовая практика поддерживают неполноценное участие женщин в общественной жизни женщин, что отражает сравнение законов о прелюбодеянии и их реализация. Женщин осуждают без существенных доказательств и могут приговорить к тюремному заключению на срок от восьми месяцев до года. Для сравнения, мужчины редко привлекаются к уголовной ответственности. Кроме того, хотя насилие в семье является незаконным, в обществе принято, что мужчина может наказать жену, и мужчин редко обвиняют в домашнем насилии как в преступлении. 82 % женщин и 81 % мужчин согласились с тем, что насилие в семье в отношении женщин «следует терпеть, чтобы сохранить семью».
В 2017 году Южный Судан присоединился к Организации Объединённых Наций и подписал Женевскую конвенцию, которая устанавливает права человека на международном уровне. Однако страна ещё не ратифицировала и не внедрила Конвенцию Организации Объединённых Наций о ликвидации всех форм дискриминации в отношении женщин (CEDAW): необязательный пункт, который конкретнее определяет институты для достижения гендерного равенства. Тем не менее, в Южном Судане есть дополнительные правовые структуры для защиты прав женщин. Национальная гендерная политика юридически гарантирует гендерное равенство и защиту. Эта политика также устанавливает позитивные действия для обеспечения участия женщин в политической жизни. У них есть несколько целей и стратегий по обеспечению социального, экономического и юридического равенства женщин. Положения, относящиеся к полу, следующие:
- Женщинам должно быть предоставлено полное и равное достоинство личности наравне с мужчинами.
- Женщины имеют право на равную с мужчинами оплату за равный труд и другие материальные блага.
- Женщины имеют право участвовать наравне с мужчинами в общественной жизни.

Страна связана с Протоколом к Африканской хартии прав человека и народов о правах женщин в Африке, также известным как Протокол Мапуту, который устанавливает, что права женщин являются правами человека.